# Constant Marie Huchet de Cintré
Pour les articles homonymes, voir Huchet et Cintré.
Constant Marie Huchet, comte de Cintré est un haut fonctionnaire français né à Rennes le 27 mai 1775 et mort dans la même ville le 30 mars 1861.

## Biographie
Il est le fils de Georges Louis Huchet de Cintré (Iffendic, 1735-Vannes, 1822) et de Julie Françoise de Grimaudet, et l'oncle d'Armand Huchet de Cintré.
Il est auditeur au Conseil d'État le 1er août 1810, nommé sous-préfet de Rennes le 14 janvier 1811. Il reste à ce poste jusqu'au 14 mars 1811.
Le 7 février 1812, il est nommé sous-préfet de Villafranca, en Catalogne, puis affecté à l'intendance générale de Catalogne le 14 juin 1813.
Il est préfet intérimaire des Côtes-du-Nord entre le 27 mai et le 2 juin 1814. Pendant les Cent-Jours, il s'est engagé dans les volontaires royaux ce qui lui vaut d'être nommé préfet du Finistère le 14 juillet 1815.
Le 10 février 1819 il est nommé préfet de la Dordogne et le reste jusqu'à sa démission et son remplacement le 27 janvier 1828.
Il s'est marié le 26 août 1820 à Claire Marie Louise de Fumel de Montségur (1793-1858), fille de Philibert de Fumel de Montségur (1742-1803), baron de Monségur, marquis de Fumel.

## Distinctions
- Officier de la Légion d'honneur
- Chevalier de l'ordre de Saint-Louis